# 乌龙坝镇
乌龙坝镇，是中华人民共和国辽宁省阜新市清河门区下辖的一个乡镇级行政单位。

## 行政区划
乌龙坝镇下辖以下地区：
朱家屯村、岭东村、关家屯村、吴家窑村、老爷庙村、细河堡村、蒲草泡村和靠边屯村。